# Abbaye de Capolago
L'abbaye de Capolago est une abbaye cistercienne située à Varèse, dans la province de même nom (Lombardie, Italie). Fondée en 1236, elle est fermée avant 1497.

## Localisation
L'abbaye est située dans la frazione de Capolago, dans la commune de Varèse.

## Histoire

### Fondation bénédictine
L'abbaye est fondée au Xe siècle par un certain comte Rodolfo ainsi que ses fils. Mais l'église abbatiale n'en est consacrée qu'à la fin du XIe siècle, par l'archevêque de Milan Guy de Velate.

### Communauté cistercienne
En 1236, l'archevêque de Milan Guglielmo da Rizolio (it) constate un net déclin de la ferveur religieuse dans la communauté de Capolago ; il décide de placer l'abbaye sous la responsabilité de l'ordre cistercien, et plus particulièrement dans la filiation de Chiaravalle. Le 30 décembre 1236, le pape Grégoire IX confirme ces dispositions, et cette date est reconnue comme le passage officiel d'une communauté à l'autre.

### Déclin et fermeture
La mise en place de la commende à Capolago est fatal à l'abbaye. Lors de la constitution de la Congrégation cistercienne de saint Bernard (it), en 1497, Capolago n'est pas mentionnée, ce qui indique très probablement une disparition antérieure.

## Architecture
L'église abbatiale a été conservée, du fait de son utilisation comme église paroissiale. Le reste du monastère ne présente quasiment aucun vestige.